# Kanga Sakugawa
Kanga Sakugawa (佐久川 寛賀, 1733-1815), també conegut per Sakugawa Satunushi i Tode Sakugawa, va ser un mestre de les arts marcials Te i precursor del karate modern.

## Karate
El 1750, Sakukawa va començar els seus entrenaments a Okinawa a mans d'un monjo guerrer, Peichin Takahara. Després de sis anys d'entrenament, Takahara va suggerir que fos entrenat per Kusanku, un mestre xinès expert en Ch'uan Fa. I després de sis anys més va tornar a Okinawa el 1762 on va comença a ensenyar amb el sobrenom de "Tōde" Sakugawa. El seu millor estudiant va ser Matsumura Sōkon, qui va desenvolupar el Shōrin-ryū, un estil de karate.